# محطة قطار بني صاف
محطة قطار بني صاف تقع في مدينة بني صاف بولاية عين تموشنت هي محطة سكة حديدية جزائرية. تُعدّ هذه المحطة آخر محطة لخط السكة الحديدية القادم من السانية (وهران)، وتديرها الشركة الوطنية للنقل بالسكك الحديدية

## موقعها في الشبكة الحديدية
تقع المحطة على خط السانية - بني صاف ، وهي المحطة النهائية له. وتسبقها محطة قطار عين تموشنت .

## خدمة الركاب

### الخدمات
تخدم محطة قطار بني صاف القطارات الإقليمية :
- وهران - بني صاف [1] ؛
- عين تموشنت - بني صاف .

### مقالات ذات صلة
- الخط من السانية إلى بني صاف
- قائمة محطات القطارات في الجزائر

### روابط خارجية
- "ش.و.ن.س.ح". الشركة الوطنية للنقل بالسكك الحديدية. مؤرشف من الأصل في 2025-05-05..